# Vladivoj Kotyza
Vladivoj Kotyza (* 30. listopadu 1943 Praha) je český malíř.

## Život
Narodil se v Praze v rodině lékaře Františka Kotyzy. V roce 1949 se s rodiči odstěhoval do Plzně. Na Akademii výtvarných umění v Praze vystudoval v letech 1961–1966 obor malba a restaurátorství pod vedením Vojtěcha Tittelbacha, Arnošta Paderlíka, Antonína Pelce a Bohuslava Slánského.

## Dílo
Tématy jeho díla jsou snové vize, relikty a prostory. Jeho dílo má nejblíže k magickému realismu.
- malířský triptych ve Fakultní nemocnici v Plzni, 1984
- nástěnná malba Theatrum mundi v proluce v Křižíkových sadech v Plzni, 2001

Jeho díla se nacházejí ve sbírkách:
- Alšova jihočeská galerie v Hluboké nad Vltavou
- Galerie výtvarného umění v Chebu
- Galerie Klatovy - Klenová
- Západočeská galerie v Plzni

### Výstavy
Samostatné výstavy:
- Samostatná výstava díla, Plzeň, 1974
- Retrospektivní výstava, Západočeská galerie v Plzni, 2011
- Zjevování světa, Západočeská galerie v Plzni, výstavní síň Masné krámy, 2025

Skupinové výstavy:
- Skutečnost a iluze. Tendence českého radikálního realismu, Alšova jihočeská galerie, 1993
- Les, Galerie města Plzně, 2005
- Zření. Miroslav Tázler a meditativně-lyrické tendence v plzeňské tvorbě, Galerie města Plzně, 2006
- Jiná skutečnost. Magický realismus a imaginativní umění v plzeňské tvorbě, Galerie města Plzně, 2008
- Členské výstavy Unie výtvarných umělců plzeňské oblasti